# Chunar
Chunar es una ciudad y municipio situado en el distrito de Mirzapur en el estado de Uttar Pradesh (India). Su población es de 37185 habitantes (2011). 

## Demografía
Según el censo de 2011 la población de Chunar era de 37185 habitantes, de los cuales 19647 eran hombres y 17538 eran mujeres. Chunar tiene una tasa media de alfabetización del 76,49%, superior a la media estatal del 67,68%: la alfabetización masculina es del 84,42%, y la alfabetización femenina del 67,62%.